# Tazroute
Tazroute é uma pequena cidade e comuna rural na Província de Larache do estado de Tanger-Tetouan-Al Hoceima de Marrocos. No Censo de 2004, a comuna tinha uma população total de 6.438 pessoas vivendo em 1.166 famílias.